# Lac Mantouchiche
Lac Mantouchiche är en sjö i Kanada.   Den ligger i regionen Nord-du-Québec och provinsen Québec, i den östra delen av landet, 700 km norr om huvudstaden Ottawa. Lac Mantouchiche ligger 713 meter över havet. Arean är 4,6 kvadratkilometer. Den sträcker sig 3,3 kilometer i nord-sydlig riktning, och 3,0 kilometer i öst-västlig riktning.
Trakten runt Lac Mantouchiche är nära nog obefolkad, med mindre än två invånare per kvadratkilometer.